# メニスコエッスス
メニスコエッスス Meniscoessus は白亜紀後期の北アメリカに生息していた絶滅哺乳類の属。恐竜時代の最後を生きた存在であり、多丘歯目の一つでもある。メニスコエッススの属名は1882年にエドワード・ドリンカー・コープによって命名された。また本属はキモロミスCimolomys、ディプリオドン Dipriodon、ハロドン Halodon、オラコドン Oracodon、モエニスコエッスス Moeniscoessus、セレナコドンSelenacodon、トリプリオドン Tripriodonとしても知られる。いくつかは同物異名でいくつかは誤同定である。
この属名の歴史は複雑で混迷している。事の発端は1882年のコープに起因する。コープはララミー累層で見つかった小型肉食恐竜の歯について既に自分で命名しているパロニコドンという学名を本属に与えてしまった。さらに後に別の生物であるトリプリオドンとディプリオドン等々もパロニコドンにしてしまった。なぜならこれらの動物の歯がその恐竜のものであると考えたためである。
気がつくと、数々の種名がメニスコエッススと同義語になっていた。これは今では疑問名あるいは無効名であると考えられている。
これらは、後の1889年にオスニエル・チャールズ・マーシュによって、メニスコエッススに改められ統合された。
1929年にシンプソンがアメリカの中生代の哺乳類 American Mesozoic Mammalia (Mem. of the Peabody Museum, 3 pt. 1; i-xv)を出版した。その中でトリプリオドンの名が用いられた上で、それらの獣脚類の歯が実際は哺乳類のそれだったことが指摘された。今ではトリプリオドンの名も使われることはない。
メニスコエッススは有効な多丘歯類であり、いくつかの非常に状態良好な骨、そして非常に多くの歯からも知られている。